# Berdikari
Berdikari is een bestuurslaag in het regentschap Aceh Barat van de provincie Atjeh, Indonesië. Berdikari telt 199 inwoners (volkstelling 2010).